# Cañada Real Segoviana

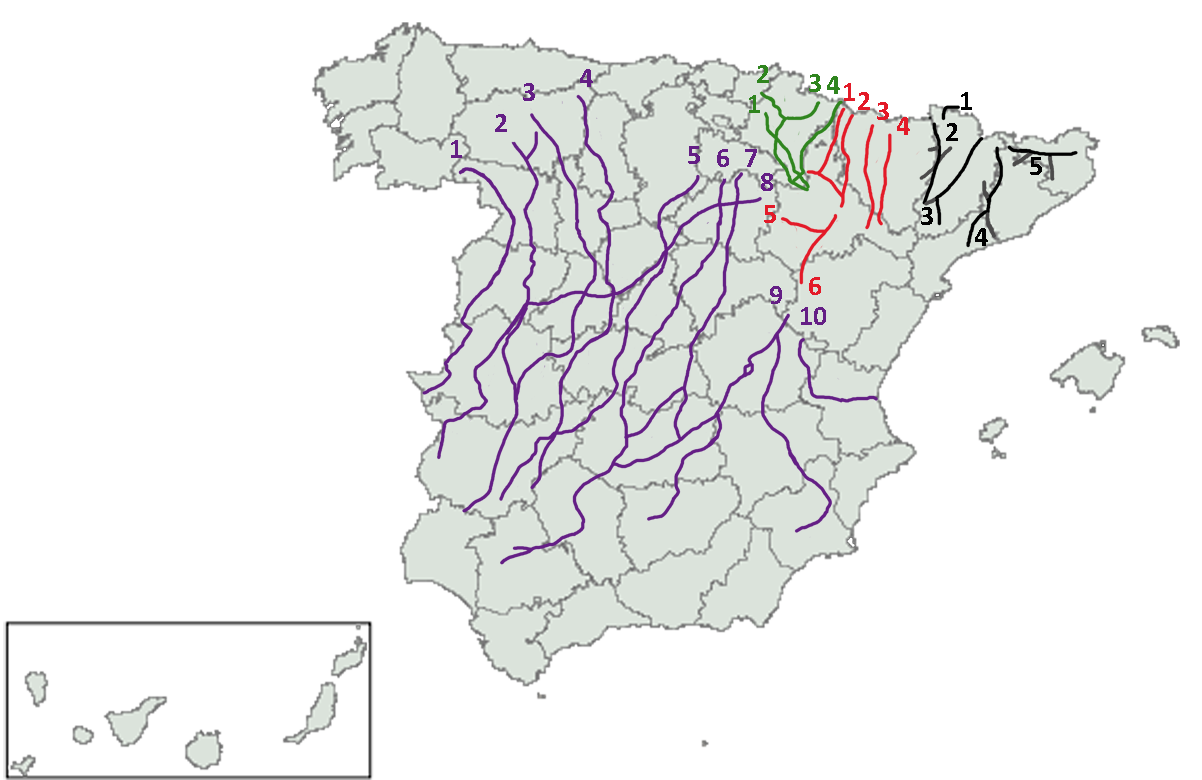
Principales Cañadas Reales de Castilla y sus equivalentes en los otros reinos españoles
Nº 5: Cañada Real Segoviana

Cañada Real Segoviana es una Cañada Real, una vía pecuaria, del centro de la península ibérica de alrededor de 500 km de longitud. Arranca en la comarca histórica de las Cinco Villas (hoy Las 7 Villas), en el suroeste de La Rioja, cerca de Neila, y finaliza en Granja de Torrehermosa, provincia de Badajoz. 
La cañada recibe diferentes denominaciones al paso por las diferentes comarcas de las provincias de Burgos, Segovia, Madrid, Toledo, Ciudad Real y Badajoz: Cañada de Rabanera del Pinar a merinas de Moncalvillo, Cañada Real de Merinas, Cañada de Merinas, Cañada Real de Merinas, Cañada de Ganados, Cañada Real de Ganado, Cañada Real Segoviana, Cañada Segoviana, Cañada Real de Ganados, Cañada del Marchés, Camino de Puebla de Alcocer a Garbayuela y Cordel de ganados.
Esta vía pecuaria ha sufrido, como todas, daños. Sobre su situación actual puede verse La Cañada Real Segoviana. Existe una descripción de ella hecha en el siglo XIX.

## Itinerario
Valdeande, Aranda de Duero, Carabias (Pradales), Santo Tomé del Puerto, puerto de Somosierra, Buitrago del Lozoya, Miraflores de la Sierra, Valmojado, Torrijos, La Puebla de Montalbán, San Martín de Montalbán, Horcajo de los Montes, Villarta de los Montes, Helechal, Peraleda del Zaucejo.

## Tramo en Burgos

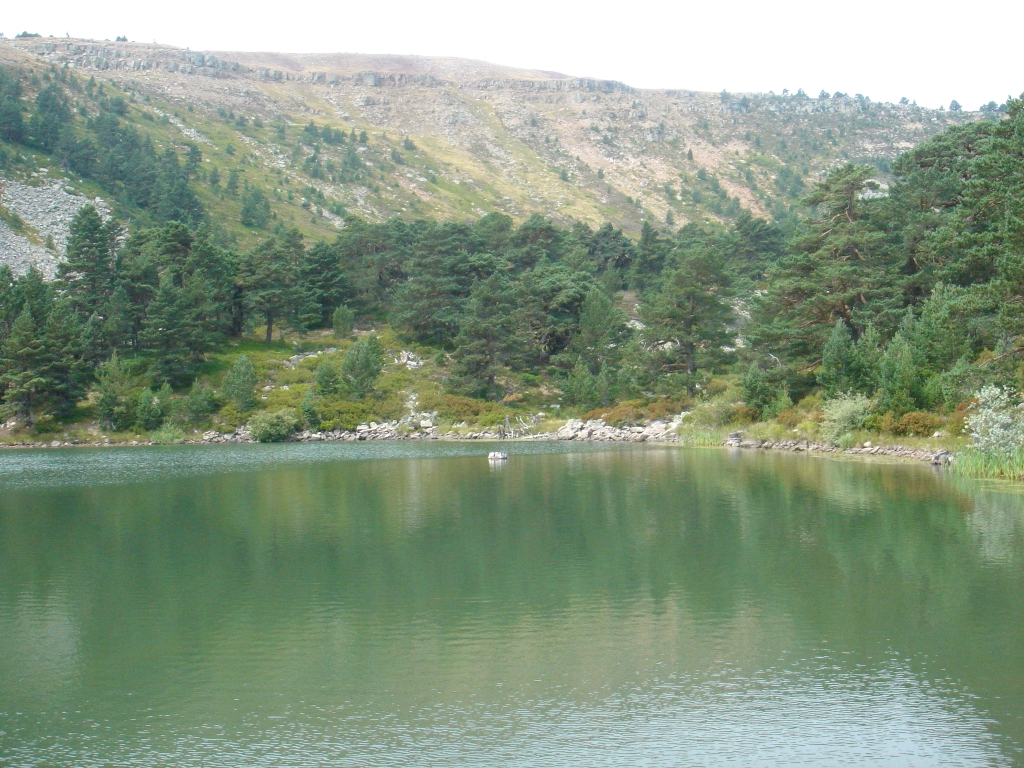
Laguna Brava, en la Sierra de Neila, (Burgos) España

El extremo es difuso, abarca las Sierras de la Demanda y Neila. Las poblaciones de mayor tradición trashumante son Huerta de Arriba, Neila y Valle de Valdelaguna, arropadas por cumbres de hasta 2.000 m, con lagunas de origen glaciar. Los dominios del pino silvestre alternan en orientaciones norte con los hayedo, acebos, melojos y en los bajíos fresnos servales, así como los prados de montaña que ha permitido el mantenimiento de la cabaña trashumante.
Poblaciones como Barbadillo de  Herreros, Pineda de la Sierra, Vallejimeno, Tolbaños de Arriba, Huerta de Arriba, Huerta de Abajo y Neila, que han constituido históricamente el área de cabecera de la cañada sin demarcación ni rutas definidas, quedan hoy incluidas en la Reserva de la Sierra de la Demanda. Sigue hacia el sur en Moncalvillo, con puentes secos y calzadas empedradas, entre sabinas dispersas robledales y pinares de repoblación. El río Saelices nos avisa para preparar el salto sobre las vías del ferrocarril Santander-Mediterráneo, línea hoy día abandonada. Tras La Gallega, otro cauce con gran personalidad: el río Lobos, que, aguas abajo da nombre al parque natural, refugio de la Ermita Templaria de San Bartolomé, vigilada desde siempre por las legiones del buitre leonado que allí anidan y la visita estacional del alimoche.
Se arrima la Cañada, tras un pequeño recorrido por tierras sorianas al arroyo Hocino, tocada de pinares, quejigos y enebros sobre un tapiz de gayuba. En Huerta de Rey el paisaje se suaviza, trasformándose en encinar y llanos de cereal. En Coruña del Conde, las ruinas de Clunia Sulpicia convocan al foro de su teatro, escalonado en estratos calizos, a la cañada. Perdidos por tierras pardas se llega a Hontoria de Valdearados. En la zona alta del pueblo las bodegas horadan el cerro formando un bosquete de torrecillas entre el carboneo de los sarmientos y el olor a cordero y vino del Duero. Desde aquí, en San Roque, una maraña de figuras adornan la cañada: entre escombros, un Vía Crucis de vértices geodésicos marca un curioso aprovechamiento alternativo de la vía pecuaria. Las sabinas, tupidas en su base, descubren la ausencia de pastoreo tradicional y de trashumancia que antaño perfilaba su porte.
Encinares y pinares esconden el camino hasta Aranda de Duero. Las vecinas Peñaranda y Peñafiel formaban parte de la barrera defensiva que velaba por el Valle del Duero en la Edad Media. La población avasalla la cañada que no reaparece hasta Fuentespina, donde entre palomares viejos y escombros, trepa el cerro hasta las bodegas. Desde lo alto se detiene para elegir sus siguientes pasos: hacia el sur vadeanado el arroyo de la Nava, por el Mojón del Roble y el cerro Valdobón, entra por las lomas margosas de Milagros hasta el río Riaza. Saliendo de Milagros por el arroyo del Val para subir a las lomas entre vides y barbechos.

## Tramo en Segovia

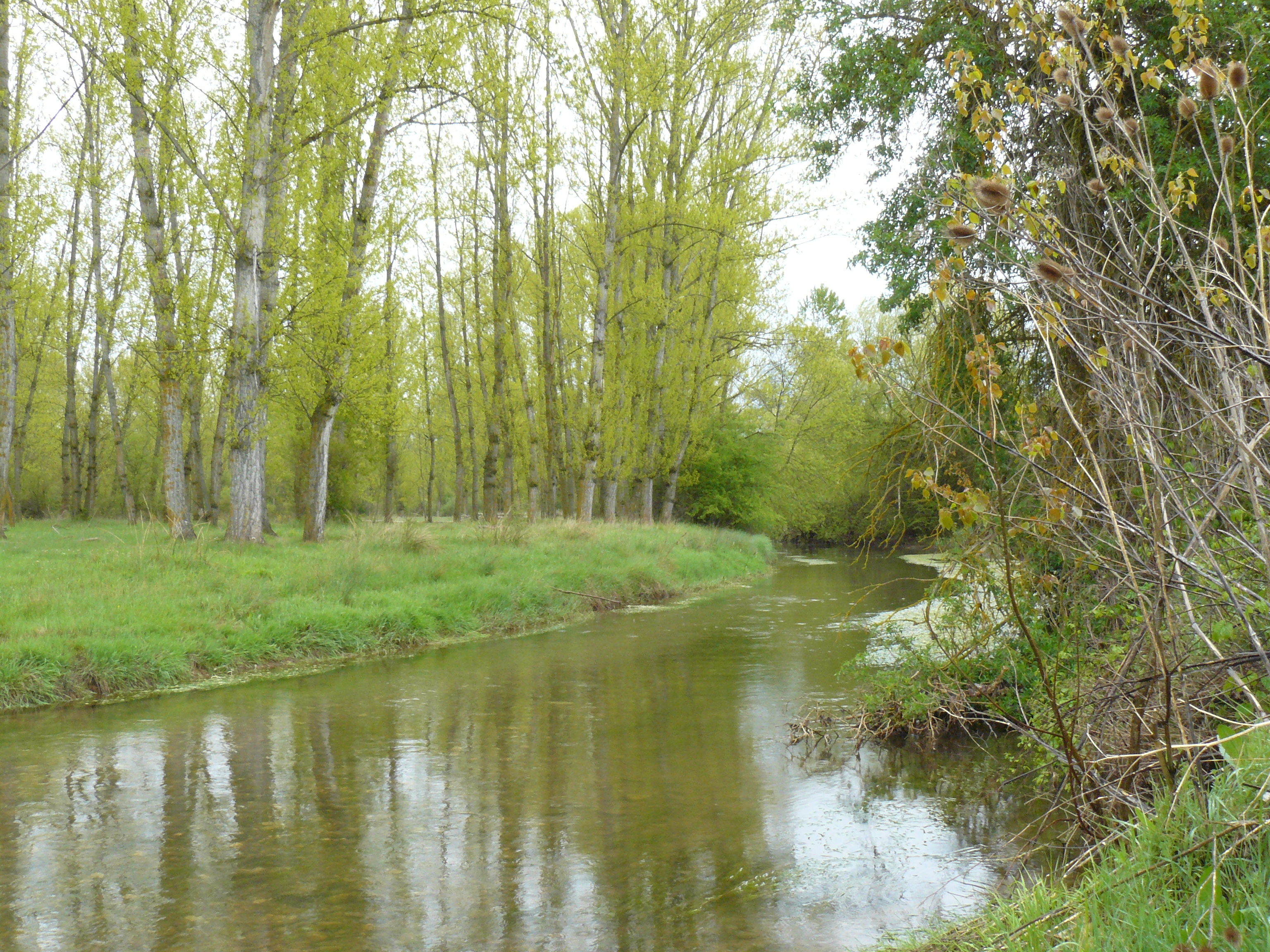
Río Riaza

El barranco del río Rodendo abraza las casas de Honrubia de la Cuesta, abriendo paso al sur la cordel, que, durante unos kilómetros más, se ve libre de la autovía A-1. Después de la Ermita de Nuestra Señora del Lirio, cañada y carretera se enlazan hasta cerca de Boceguillas. Quedaron atrás Carabias y Fresno de la Fuente. Al este de Boceguillas, las masas de roble jóvenes esconden el cordel. El cerro Carboneras (en Castillejo de Mesleón) que recuerda una actividad perdida. Aguas abajo del río Serrano y después del Duratón, se entraría en tierras de páramos, de sabinas y buitres, de paredes calizas, y de templarios, síntesis extrema del contenido del parque natural de las Hoces del río Duratón que preside la antigua población de Sepúlveda. Corriendo por los campos el cordel salta el barranco de Mansilla, para mirar añorante la Casa del Lavadero sobre el arroyo del Puerto y el Convento de la Orden (Orden de Malta) en Villarejo. Retrasa su paso al cruzar la carretera Soria-Plasencia; sabe que abandona las tierras segovianas para envolverse en el asfalto de la carretera de Irún. Desde el norte , bordeando la ladera de la Sierra de Guadarrama, llega la Cañada Real Soriana Occidental. Trae noticias de las Tierras de Cameros y de Osma. En la hondonada de la Cuesta de la Merienda, entre la carretera y la vía del tren, charlan antes de despedirse; la Soriana seguirá colgada en las faldas segovianas, mientras que la nuestra entra en Madrid por el Puerto de Somosierra.

## Tramo en Madrid

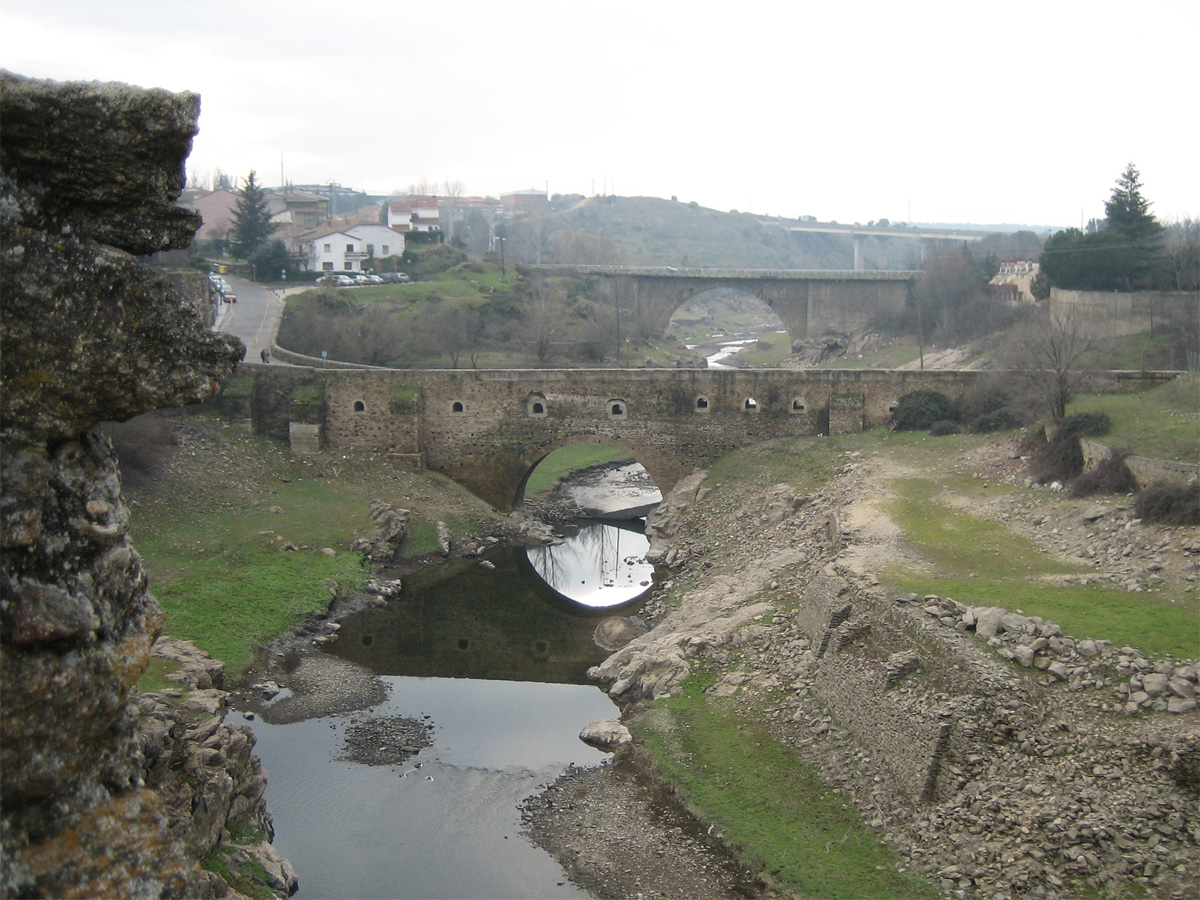
Puentes en Buitrago del Lozoya, (Madrid)

Desde el Puerto de Somosierra los trazados de la N-I y la cañada se confunden hasta Buitrago del Lozoya, custodiado por la muralla detrás de cuyas almenas se esconde su castillo, arropado por las aguas embalsadas del río Lozoya. Es la mal llamada Sierra Pobre, entre cuarcitas, suelos ácidos y deforestación. Los paisajes cambian acogiendo pequeñas poblaciones de pizarra. Numerosos arroyos buscan caminos entre las fracturas de los granitos y gneises confluyendo en el río Lozoya, recién nacido entre las cumbres de Peñalara y Cuerda Larga. Rebuscando entre las umbrías encontramos hayas dispersas que, en Montejo de la Sierra, se concentran formando un auténtico bosque. Tras Buitrago, la cañada escapa del embalse de Riosequillo y primero entre basuras, luego entre encinas, robles y prados, se encamina hacia Valdemanco entre el Cancho Gordo y el de las Zorras. Después vendrá Bustarviejo y por el arroyo del Collado Miraflores de la Sierra. Las urbanizaciones aparecen como forma relevante del paisaje, dominando los llanos y las faldas de la Sierra. A pesar de todo se mantienen y de forma casi milagrosa, muchos parajes de enorme riqueza natural. Muchos cauces siguen acotados por sus bosques en galería y las zonas más húmedas se llenan de praderas, valles y fresnos. En ellos se mantiene una importante cabaña de vacuno avileño. En las zonas más secas, los encinares forman sus dehesas y bosquetes; los robles, en las zonas más húmedas. Tras Soto del Real, antes Chozas de la Sierra, el embalse de Santillana impone su presencia. En invierno, acoge millares de aves acuáticas: distintas especies de ánades, cercetas, gansos, pato cuchara, además de grullas, cigüeñas, gaviotas reidoras, etc.
El castillo de Manzanares El Real, de enorme complejidad ornamental, separa las torres graníticas de La Pedriza de los llanos del embalse. Estamos en una de las áreas de protección del Parque Regional de la Cuenca Alta del Manzanares, un corredor verde que comunica la gran urbe con las zonas altas de la Sierra de Guadarrama. Incluye el Monte de El Pardo, el Soto de Viñuelas, La Pedriza y una amplia franja comprendida entre la carretera N-I y la autovía de Colmenar Viejo. Saliendo por el río Samburiel, se encuentra un descansadero que prepara para afrontar el complicado nudo de carreteras de Collado Villalba, orlado de urbanizaciones que distorsionan un paisaje antaño plasmado en los lienzos de Velázquez, Berruguete o Goya .
Hacia el sur por Galapagar y Valdemorillo, entre sierra y llano, manteniéndose paralelo al río Guadarrama. Especialmente interesante es el asentadero junto al viejo Puente del Herreño donde confluyen los términos municipales de Guadarrama, Alpedrete, Villalba, Galapagar, San Lorenzo de El Escorial y San Ignacio de El Escorial .La entrada en Quijorna marca el cambio de los granitos de Guadarrama a las arcosas donde vuelven los campos de cereal y las dehesas de encinas con pastos más secos, configuarndo un paisaje suave y luminoso. Reaparecen el chotacabras y los cárabos, entre olivos y vides. Tras Navalcarnero, cambiamos de provincia. Valmojado es la primera población toledana.

## Tramo en Toledo
Valmojado, antigua aldehuela en los "extremos" de la Tierra de Segovia, es hoy el primer pueblo de la provincia toledana que recibe a la Cañada Real, la cual pasa rozando sus paredes. Allí estuvo situado un importante paso y puerto de ganados a finales de la Edad Media. En terrenos arenosos se alinean las vides que van a dominar el área norte de la provincia de Toledo. En las proximidades de Portillo de Toledo, un huésped indeseable ocupa el cordel: los vertederos lineales que, muchas veces ayudan a reconstruir el trazado de la vía pecuaria. Pasado cerca de Fuensalida y hacia Torrijos, la cañada ahora respetando su paso por dicha localidad se está reponiendo de árboles, arreglando caminos y tiene un merendero. Cuando piensa volver a su desnudez y anchura, le colocan, en el término de Gerindote, otros tocados: un área recreativa para el disfrute de los niños y una repoblación de pinos. Sigue por Escalonilla y La Puebla de Montalbán, antiguo Puerto Real, para caer al Tajo entre olivos, saltando antes el Canal de Castrejón. Por el Tejar del Puente, cruzamos la carretera de San Martín de Montalbán internándonos por terrenos arenosos, cubiertos de jaras, hacia el barranco del Arroyo de las Cuevas. Por la zona de inundación entre tarais, barrizales y presas heridas por el tiempo. Habiendo dejado atrás las ruinas del Castillo de Montalbán, antigua ciudadela visigoda y musulmana reedificada por los templarios en el siglo XII y posteriormente reformada en el siglo XV.

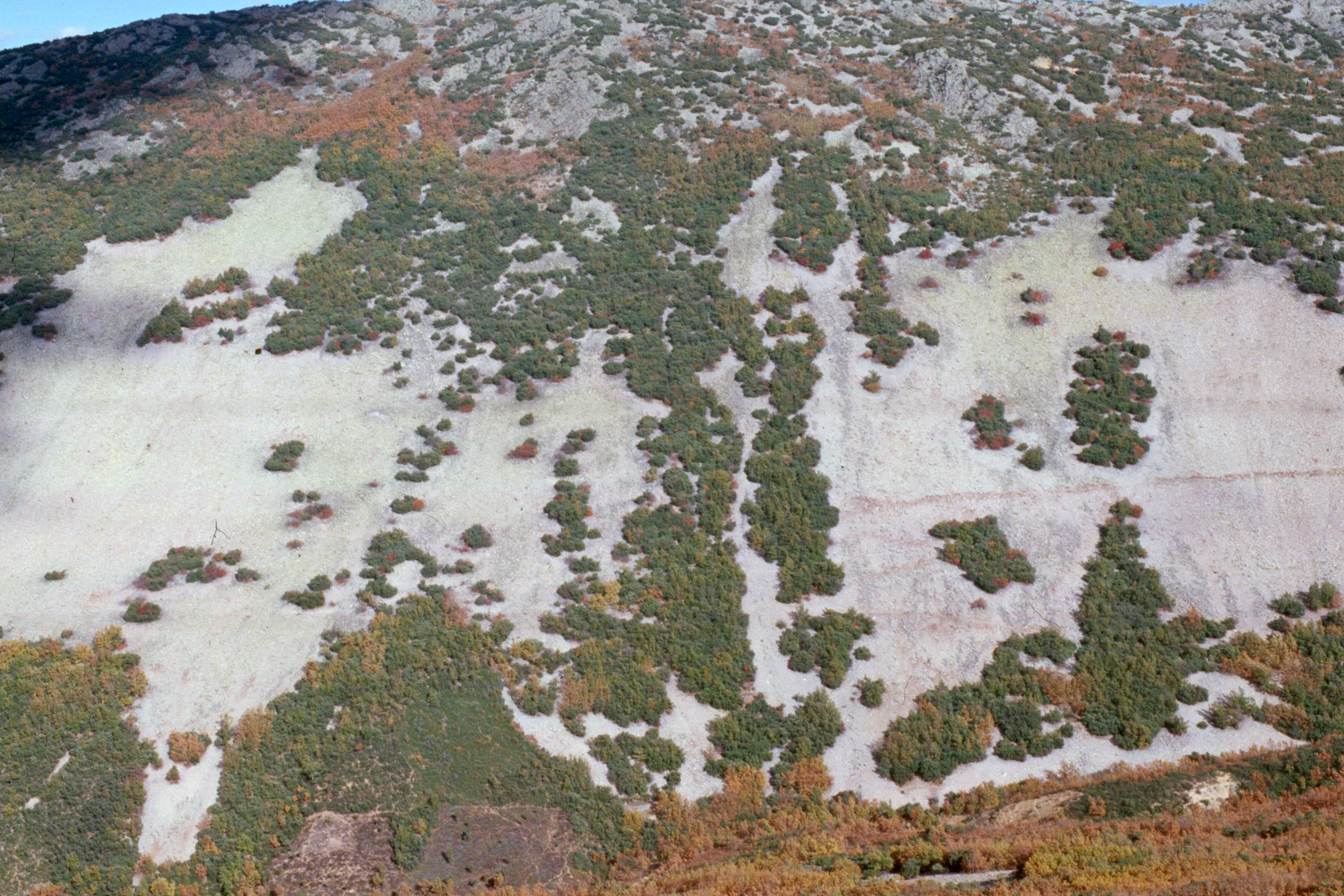
Montes de Toledo

De nuevo en la cañada, en un recodo surge un camino hacia poniente que quiere enseñar la iglesia más antigua del arte mozárabe (siglo IX), la iglesia de Santa María de Melque. Entre sus cimientos se encuentrans restos visigodos y probablemente romanos que ya antiguamente conocían la magia de este territorio. Saliendo de san Martín de Montalbán por el Cerroblanco hacia el sur. Solamente la carretera de Gálvez y Menasalbas devuelven a tiempos actuales y un poco más adelante los trabajos en una cantera. Poco antes del embalse del Torcón es zona de piedra y de años pasados. En el Recuero un verraco de piedra ha conseguido durante siglos mantener intacto el tramo de la cañada por el que vela. El Embalse respeta el recorrido. En la otra orilla comienzan los avisos de la proximidad de los Montes de Toledo. La maraña de encinas se cierra haciendo imposible el paso. Llegando al descansadero de Las Navillas, al sur las cercas forman un embudo que empuja hacia el Valle de Majadillas entre robles, quejigos, arces y jaras que esquivan la gleras característcias de estos montes. Un estrecho camino de piedras sueltas conduce al puerto Marchés con derecho de portazgo hasta el siglo XIX, que separa las provincias de Toledo y Ciudad Real. Al sur el Valle sorprendentemente llano con los brillos del embalse de Torre Abraham y la Sierra del Chorito que cierra la visibilidad. En la ladera sur, aparecen algunos alcornoques bien protegidos por sus cortezas de corcho. La Cañada se desmorona por la laderas empinadas de encinas y jaras cayendo sobre Retuerta del Bullaque ya en Ciudad Real.

## Tramo en Ciudad Real

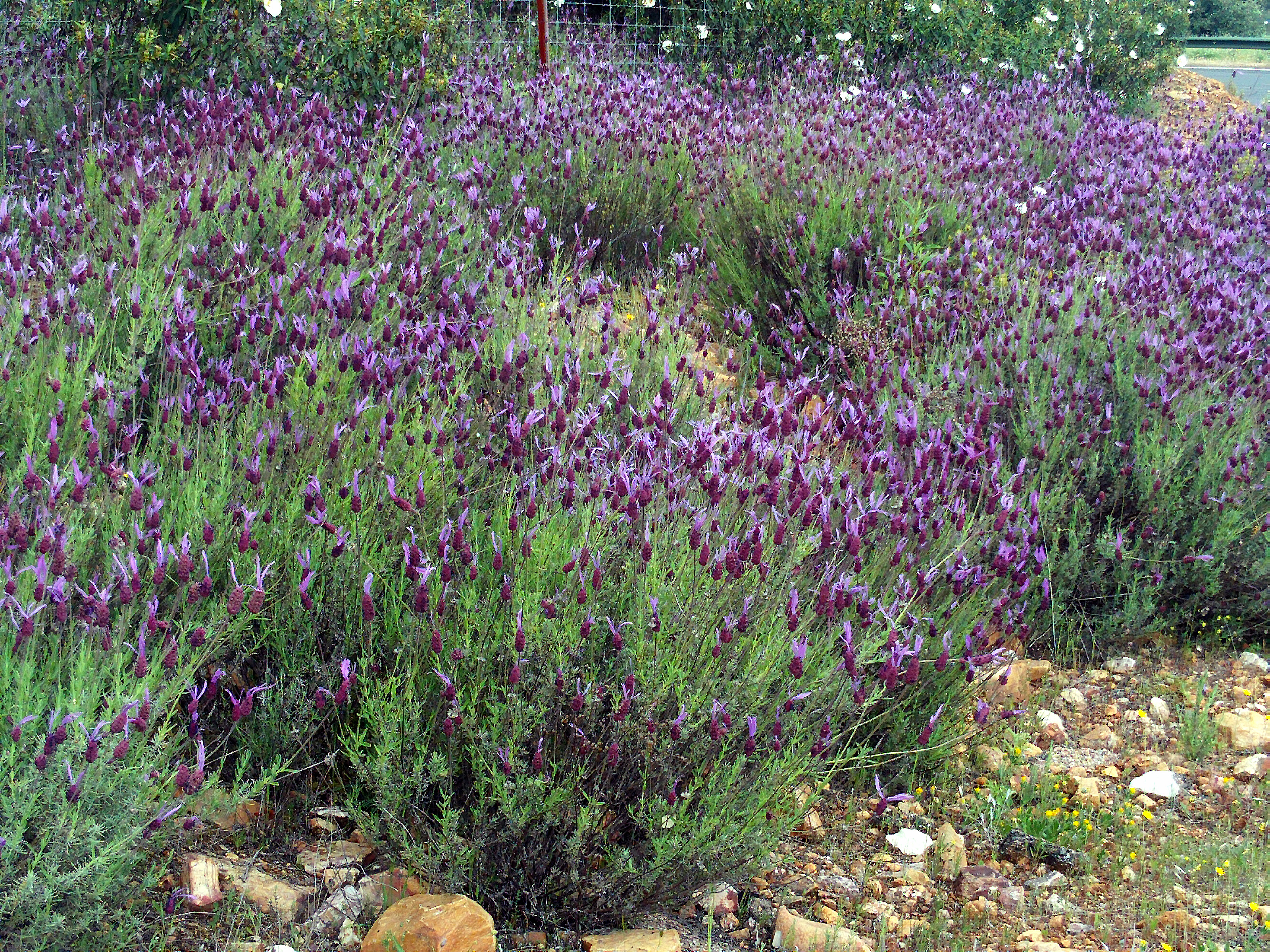
El cantueso adorna el paso de la Cañada en primavera.

En Retuerta de Bullaque, la charla con los pobladores hace detectar una especial sensibilidad: se acerca al Parque nacional de Cabañeros. Cruzando el puente sobre el Bullaque; la carretera acompaña por la sierra del Chorito. Bordeando el Cerro Casarejo, la casa de Cabañeros y el Puerto del Espinazo del Can para unirnse, en las suaves laderas del sur de la Sierra de Valdefuentes, al correr dfe las aguas del Arroyo del Rubial que nos guiará hasta Horcajo de los Montes. La presencia del cordel la delatan los alcornoque más añosos que desde sus copas enfilan a los siguientes. Saliendo del pueblo guiando la carretera de Navalpino para seguir entre términos municipales, sobre un camino rural hacia el majestuoso Puerto de Villarta. Se ha pasado los llanos de las Casas de Hontanillas sembradas de cereal.

## Tramo en Badajoz
El encinar adehesado se cierra subiendo al Puerto para ceder paso al matorral al poco de entrar en Villarta de los Montes. Bordeando la Reserva Nacional del Cíjara repoblada de pinos resineros y piñoneros. Entre pizarras y cuarcitas algunos quejigos y madroños se asoman en los claros. Ya se está en el Guadiana. La Ermita de Nuestra Señora de la Antigua hace volver los ojos al tiempo. Desde el puente nuevo, escapamos de las estrechas calle de Villarta por el norte de la población. La cañada se encajona en las gargantas del arroyo Robledillo hasta la confluencia de las provincias de Badajoz y Ciudad Real. Acompaña a la N-430 hasta las fuentes del arroyo de la Nieve. Atrás se ha dejado el Cerro de la Querenzuela, y por llegar, el puerto de los Carneros que abre paso a los cercados de Fuenlabrada de los Montes. Abandonando la carretera el cordel se acomoda a las curvas del río Guadalemar. Pocos kilómetros antes de Garbayuela, se convierte en camino rural de gran anchura. Enseguida, el valle se despeja al crecer el caudal del agua proveniente del río Agudo. El Guadalemar queda diluido en las aguas del Pantano del Zújar. El puente antiguo agoniza semisumergido. En este punto el cordel asciende a los llanos de Puebla de Alcocer por un trazado sinuoso y vallado con pizarras. Desde lo alto se divisa el cerro del Castillo, que separa las poblacinoes de Puebla de Alcocer y Esparragosa del Caudillo. Antiguamente, el cordel se aproximaba a las últimas casas de Galizuela, encajonado por las faldas de la Sierra de los Lares.

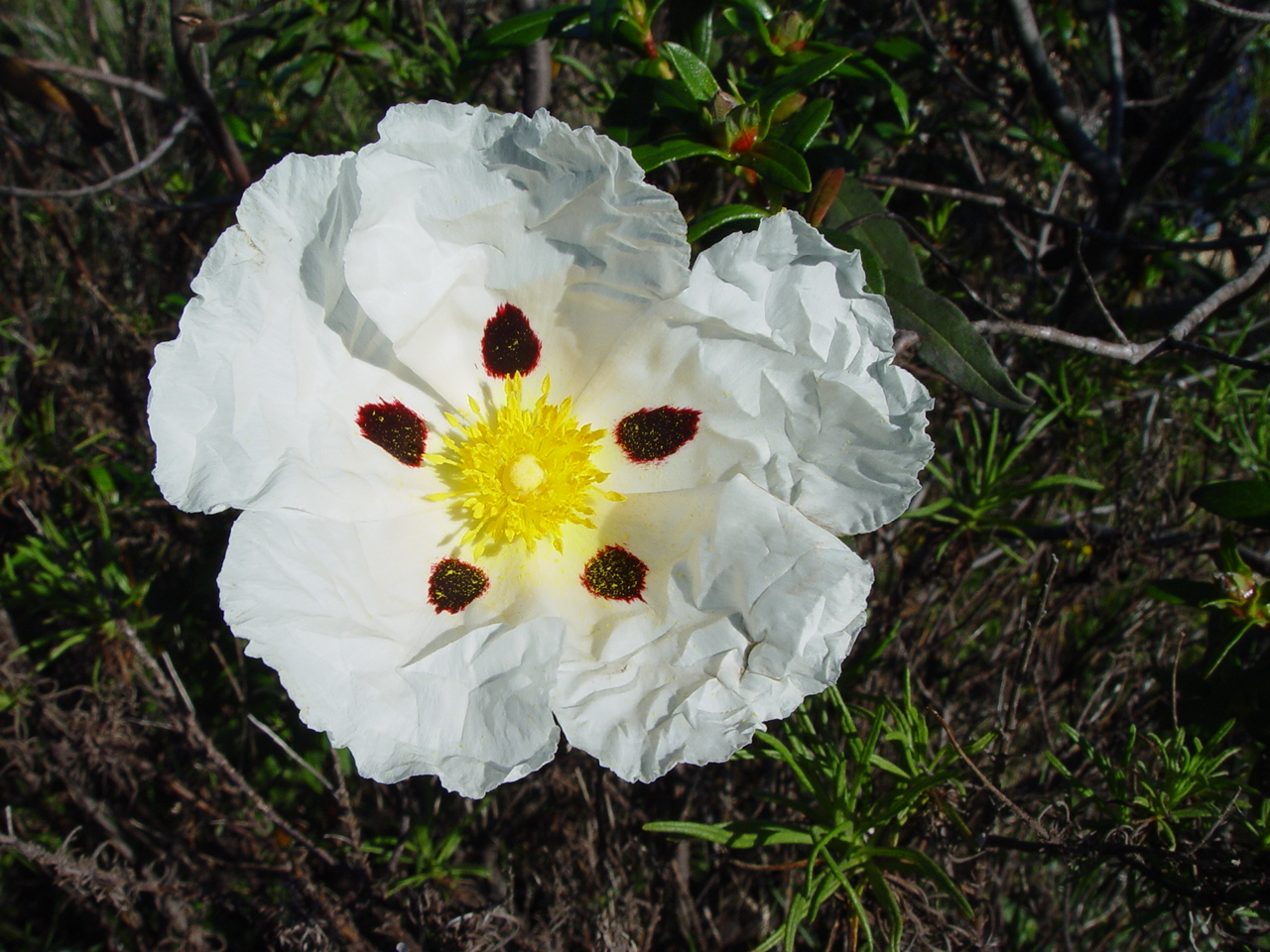
La jara pringosa adorna las dehesas extremeñas

Saltado el agua nos adentramos en el Valle de la Serena. El paisaje cambia: perdemos las dehesas de encinas que tornan en estepas. En muchos lugares las pizarras se asoman descaradamente, afiladas, avisándonos de un suelo poble y pedregoso. En La Serena aparecen sisones, avutardas, alcaravanes, cogujadas y alondras comunes, calandrias, gangas e infinidad de otras aves pardas que enriquecen estos lares. En invierno las grullas. Este es el biotopo de aves esteparias mejor y más extenso del oeste de Europa. Una vez salvados los 200 m de desnivel de los Altos de la Sierra, llegamos a Benquerencia de la Serena, pequeña población de calles estrechas , ubicación idónea de su castillo desde donde se multiplican los contrastes entre La Serena y las Tierras de Monterrubio. Desde la entrada en la provincia de Badajoz, la Cañada Real Leonesa Occidental, paralela a la nuestra hacia el oeste, se entrega a territorios similares, próxima a Castilblanco, Talarrubias, Herrera del Duque. Todas ellas son zonas ganaderas con sabor a La Siberia Extremeña, cerca Don Benito, Campanario y Castuera.
Al lado del Puerto Mejoral, se continua embebido en tradición trashumante; Benquerencia hace referencia a la tendencia a los animales a mantenerse vinculados al sitio donde se han criado. Se encuentra la casa, el arroyo y el paraje de Cañadahonda, enmarcado en un tramo estrecho pero vallado. la cañada atraviesa de norte a sur Monterrubio de la Serena, pueblo de fisonomía sureña, bajo y blanco, de olivos, encinas y jaras. Y siguiendo al mediodía tras el puerto de Sijuela, se diluye en el encinar, perdiéndose entre múltiples caminos, fincas y cultivos hasta Peraleda del Zaucejo.
Por la carretera a Granja de Torrehermosa, irónicamente vuelve a tropezarse con el río Zújar. En la laguna del Alguacil se abandona cediendo a los nuevos modos de hacer, trasformándose en carretera que posiblemente soporta el paso de camiones cargados de ganado rumbo a los "extremos" de verano. Han sido más de 500 km de fatigoso caminar. La cañada ha modificado su trazado facilitando desplazamientos, ajustándose a las descripciones de los pastores, visitadores extraordinarios, estudiosos, curiosos o aventureros, pero siempre celosa de su importancia, quiere seguir estando.